# 贾斯特斯·史密斯
贾斯特斯·史密斯（英語：Justus Smith，1922年3月28日—2013年11月20日），美国男子赛艇运动员。他曾代表美国参加1948年夏季奥林匹克运动会赛艇比赛，获得男子八人单桨有舵手金牌。